# Garelochhead
Garelochhead est une ville située dans l'Argyll and Bute, en Écosse. En 2020 la population de Garelochhead est estimée à 3 650 habitants.